# Verfassung der Demokratischen Volksrepublik Äthiopien
Die Verfassung der Demokratischen Volksrepublik Äthiopien (DVR) aus dem Jahre 1987 war die dritte Verfassung in der Geschichte Äthiopiens. Sie war die erste und zugleich einzige Verfassung in der Periode der Herrschaft des Diktators Mengistu Haile Mariams zwischen 1974 und 1991. Die Verfassung aus dem Jahr 1987 hat die Verfassung des Kaiserreichs Äthiopien von 1955 ersetzt.

## Inhalt
Die Verfassung beendete die Herrschaft der Dergue-Militärregierung, einem Provisorischen Militärverwaltungsrat, formierte den äthiopischen Staat nach sowjetischem Stil neu und leitete damit formal die Periode der Demokratischen Volksrepublik Äthiopien (DVR) auf einer rechtlichen Grundlage ein. Die Verfassung selbst orientierte sich an der Sowjetischen Verfassung von 1977. Sie war im Zuge des Umgestaltungsprozess des Militärmachthabers Mengistu eingeführt worden, nachdem von der Regierung bereits 1984 eine marxistische Einheitspartei, die kommunistische Arbeiterpartei Äthiopiens gegründet wurde. So war der Äthiopische Staat ein Einparteiensystem unter der Arbeiterpartei Äthiopiens, die Einheitspartei war mit dem Staat eng verwoben.

## Entwicklung
Die Verfassung der Demokratischen Volksrepublik Äthiopien wurde nach einem Referendum am 1. Februar 1987 von Volk angenommen und trat am 22. Februar 1987 in kraft. Von den registrierten 14.570.011 Wählern gaben offiziell 14.035.718 ihre Stimme ab. Damit lag die Wahlbeteiligung bei 96,3 %. Von diesen stimmten offiziell 81 % für die Verfassung und 19 % dagegen. Das sich auf ein Militärputsch aus dem Jahre 1974 berufende System sollte durch diese Verfassung lediglich eine legale Basis erhalten.
Die Verfassung trat erst im Jahr 1991 außer kraft, als die Übergangsregierung unter der Revolutionären Demokratischen Front der Äthiopischen Völker, einer Rebellenorganisation und späteren Regierungskoalition, die Macht in der Hauptstadt Addis Abeba an sich riss. Ersetzt wurde die Verfassung durch die Verfassung der Demokratischen Bundesrepublik Äthiopien aus dem Jahr 1995, welche das zentralistische System abschaffte.